# Wysoki Dwór
Wysoki Dwór (lit. Aukštadvaris) – miasteczko na Litwie, w okręgu wileńskim, w rejonie trockim, położone 30 km na zachód od Troków i 14 km na południowy zachód od Siemieliszek, nad rzeką Wierzchnią. Siedziba gminy Wysoki Dwór i utworzonego w 1992 roku Wysokodworskiego Parku Regionalnego. W okresie międzywojennym siedziba gminy. Litewski zabytek urbanistyki.
Miejscowość położona przy drodze Troki-Birsztany. Znajduje się tu poczta, kościół, szkoła, a także pałac Malewskich zbudowany w 1837 dla Antoniego Malewskiego. Rośnie tu także dąb Adam Mickiewicz, gdzie według miejscowej legendy siadywać miał poeta.
Dekretem prezydenta Republiki Litewskiej Nr 1K-1608 miejscowość od 2008 roku posiada własny herb.
Rzeka Strawa ma swoje źródła w pobliżu Wysokiego Dworu.
Urodził się tutaj premier Litwy Laurynas Stankevičius (1930–2017).